# Vassili Chouiski (fils)
Pour les articles homonymes, voir Vassili Chouiski.
 (février 2012).
Vassili Chouiski, militaire russe, fils de Vassili Chouiski, s'est illustré par son courage et ses exploits à la fin du XVIe siècle.
Le roi de Pologne Étienne Báthory ayant déclaré la guerre au tsar en 1581, et Jan Zamoyski, à la tête de l'armée polonaise, ayant pris les places fortes de la frontière, Vassili Zouiski fut mis à la tête de l'aile gauche de l'armée russe, avec ordre de repousser les Tartares, si, comme on le craignait, ils favorisaient les mouvements de l'armée polonaise. Vassili, pour remplir ses instructions, prit position sur l'Oka. Il paraît que les barbares se tinrent dans leurs déserts.
Zamoyski, qui commandait près de cent mille hommes, s'avançant sur Pleskow, le tsar chargea Zouiski de défendre cette place importante, qui couvrait la capitale de l'empire. Le 25 août 1582, elle fut cernée, et le 1er septembre la tranchée fut ouverte ; le troisième jour les Polonais montèrent à l'assaut, Battori et Zamoyski les excitaient par leur présence, et déjà les étendards polonais flottaient sur deux tours de la ville. Les Russes fuyaient en désordre. Zouiski, blessé, couvert de sang, les arrête en leur montrant l'image de la Vierge et les reliques des saints que le clergé portait en procession. Dans le même moment il fait mettre le feu aux mines, et une des tours, dont les Polonais s'étaient emparés, saute en l'air : N'abandonnez point les reliques des saints qui vous protègent s'écrie Zouiski.
Aussitôt le courage renaît, les Polonais sont chassés de la seconde tour et de la partie des remparts où ils s'étaient établis. Le combat dura toute la journée, Zouiski rentra en triomphe, conduisant devant lui les canons, les prisonniers, les drapeaux et les autres trophées de sa victoire. Quelques jours plus tard, ayant fait une sortie, il tomba dans une embuscade, et perdit quatre cents hommes. Il ne tarda pas à se dédommager de cet échec par de nouveaux exploits, et il força enfin les Polonais à s'éloigner. Ce fut alors que ceux-ci, pour se venger de cet affront, eurent recours à un moyen infâme. Un de leurs artilleurs, nommé Ostromène, prépara un coffre en fer dans lequel il plaça douze canons d'arquebuse si minces, que le moindre effort pouvait les rompre. Au couvercle de ce coffre étaient attachées des cordes qui répondaient à ces canons, en sorte qu'il était impossible de l'ouvrir sans les faire partir, et sans mettre en pièces tout ce qui était devant eux. On porta ce coffre à Zouiski de la part d'un officier polonais qui, feignant de déserter, voulait mettre en sûreté tout ce qu'il y avait déposé en or et en pierres précieuses. La ruse réussit en partie ; mais, comme le général russe était absent, un de ses lieutenants se hâta d'ouvrir la fatale boîte, et fut tué à l'instant même, ainsi que plusieurs officiers qui étaient présents. Une partie du toit de la maison fut renversée par l'explosion.
Zourski, indigné, publia un écrit fort vif contre Zamoyski, qu'il accusait de ce perfide stratagème ; et il l'appela en duel ; mais l'affaire n'eut pas d'autres suites. Le 4 janvier 1582, Vassili fit encore une sortie qu'il appela depuis ses adieux aux Polonais ; c'était la quarante-sixième depuis quatre mois et demi. Enfin, le 6 du même mois, on signa une trêve de dix ans.
Le 17 janvier, le traité ayant été ratifié par Zamoyski, ce général invita les officiers supérieurs de la ville de Pleskow à un festin qu'il leur avait fait préparer dans le camp. Zouiski y envoya, mais il refusa de quitter la place qu'il avait défendue avec tant de courage. En 1584, le tzar Fédor Ier, qui avait succédé à son père Ivan le Terrible, donna à Zouiski les revenus de la ville de Pleskow, mais la puissance des Zouiski faisait ombrage à Boris Godounov, qui, sous le tsar Fédor, s'était emparé de l'autorité ; ces princes furent exilés ; et Vassili, leur chef, obtint avec peine la permission de rester à Moscou. Cette disgrâce ne suffisait point au féroce favori ; celui que la Russie honorait comme son libérateur fut jeté dans un cachot et étranglé [Quand ?], et l'on ne permit qu'avec peine de déposer ses restes dans un caveau du couvent de Saint-Cyrille.

## Source
« Vassili Chouiski (fils) », dans Louis-Gabriel Michaud, Biographie universelle ancienne et moderne : histoire par ordre alphabétique de la vie publique et privée de tous les hommes avec la collaboration de plus de 300 savants et littérateurs français ou étrangers, 2e édition, 1843-1865 [détail de l’édition]